# دالی ۲۹۱۹

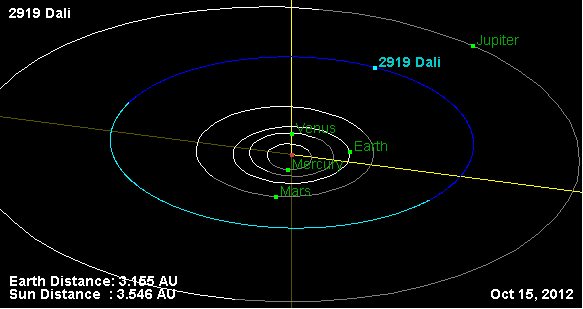
نمای محل قرارگیری سیارک ۲۹۱۹ در مدار - ۲۰۱۱

سیارک ۲۹۱۹ (به انگلیسی: 2919 Dali، نامگذاری:1981EX18) دو هزار و نهصد و نوزدهمین سیارک کشف شده‌است که در ۲ مارس ۱۹۸۱ کشف شد.
قدر مطلق سیارک برابر ۱۱٫۶۰ است.